# زغوان (فطر)
زغوان (الاسم العلمي: Zaghouania)، جنس فطور من رتبة الشقرانيات وفصيلة الشقرانية.